# Родезија на Олимпијским играма
Јужна Родезија је први пут учествовала као Родезија на Олимпијским играма 1928. године, када је послала два боксера у Амстердам, од којих су оба елиминисана у другом мечу. Доминион се на Играма појављивао под родезијским знамењем све до 1960. године, када је послао делегацију од четрнаест спортиста као део Федерације Родезије и Њасаленда. У Риму, двојица једриличара, Алан Дејвид Батлер и Кристофер Беван, завршили су четврти, што је био најбољи резултат Родезије све док није постала Зимбабве 1980. Јужна Родезија је послала 29 такмичара, укључујући и репрезентацију хокеја на трави, на Летње игре 1964, које су биле последњи Олимпијски наступ под родезијском заставом.
Премијер Родезије Ијан Смит је 1965. године прогласио једнострану независност која је омогућила белој мањини у земљи да доминира владом. Уједињено Краљевство је извршило притисак на мексичку државу да Родезији ускрати позив на Летње олимпијске игре 1968. и подржало је предложени афрички бојкот Игара који је на крају спречио Родезију да учествује. Нација је била позиционирана да се такмичи на Олимпијским играма 1972. и стигла је до Олимпијског села пре него што је одлука Међународног олимпијског комитета (МОК) у последњем тренутку забранила њеним спортистима да учествују. Национални олимпијски комитет је трајно избачен 1975. и Родезија никада више није учествовала под том заставом. Родезија никада није учествовала на Зимским олимпијским играма и ниједан такмичар из Родезије никада није освојио олимпијску медаљу, иако је могла да настави такмичење на Параолимпијским играма до 1972. године и у више наврата стигла до подијума.

## Летње олимпијске игре 1928.
Јужна Родезија, под заставом Родезије, први пут се појавила на Летњим олимпијским играма 1928. године, где су њену делегацију чинила два боксера, Сесил Бисет и Леонард Хол. Бисет је био слободан у првом колу мушке лаке категорије и у другом колу је победио Мексиканца Карлоса Орелану пре него што га је зауставио будући освајач златне медаље Карло Орланди из Италије. Леонард Хол је у међувремену победио Немца Вилијама Валтера у првом колу пре него што је изгубио од Кинтаро Усуда из Јапана. Родезија је била један од два британска доминиона којима је одобрено да се такмиче као сопствени ентитет на Играма (друга је била Малта). Јужна Родезија  је самостално дебитовала на Играма Британске империје 1934. године.

## Летње олимпијске игре 1960 и 1964
Јужна Родезија се није поново појавила на Олимпијским играма све до 1960. године, иако су родезијски спортисти имали могућност да се такмиче на међународном нивоу за Јужну Африку. Леонард Хол је, на пример, освојио златну медаљу у полутешкој категорији на Играма Британске империје 1930. под заставом Јужне Африке. У време Летњих олимпијских игара 1960. године, Јужна Родезија је била део Федерације Родезије и Њасаланда (која је укључивала данашње Малави, Замбију и Зимбабве) која је ушла у Игре под заставом Родезије. Четрнаест спортиста — девет мушкараца и пет жена — учествовало је у шест спортова: атлетици, боксу, роњењу, једрењу, стрељаштву и пливању. Такмичећи се у класи Летећи Холанђанин, једриличари Алан Дејвид Батлер и Кристофер Беван завршили су четврти, што је био најбољи резултат Родезије под тим именом.[5] Након распада Федерације 1963. године, Њасаленд је постао Малави, док су Северна и Јужна Родезија почеле да се такмиче одвојено. Север је ушао на Игре као Северна Родезија, али је отишао под заставом Замбије, док је Југ остао Јужна Родезија. Послала је 25 мушкараца (укључујући њену екипу за хокеј на трави) и четири жене; и тим у хокеју на трави и посада Летећих Холанђана завршили су на 11. месту, док ниједан појединачни спортиста није био бољи од 17. места.

## Протеривање и последице
Године 1965. премијер Јужне Родезије Ијан Смит и његова влада састављена углавном од белаца једнострано су прогласили независност од Уједињеног Краљевства.  Нација је позвана да пошаље тим на Зимске олимпијске игре 1968. године, али је одбила у уверењу да њени спортисти нису довољно конкурентни. Упркос политичким махинацијама Уједињеног Краљевства, које је уложило значајне напоре да искључи своју бившу колонију из стицања легитимитета учешћем на Играма, Родезија је позвана да учествује на Летњим олимпијским играма 1968. Претња афричким бојкотом (подржана од Британаца) Игара је, међутим, додала додатни притисак од стране мексичке владе на организациони комитет да повуче свој позив. Иако је Јужној Африци било забрањено да се такмичи 1964. године, спортске институције Родезије нису биле де јуре сегрегиране, па се стога исти разлог није могао применити. Британска влада је такође одлучила да не дода родезијске олимпијце на „стоп-листу“ одабраних Родезанаца којима је у потпуности забрањено међународна путовања. Тако је организациони комитет искористио претварање Резолуције 253 Савета безбедности Уједињених нација, објављене 29. маја 1968, која је позвала земље чланице да одбију да прихвате родезијске пасоше, да би спречио учешће спортиста из Родезије. Иако је већина потенцијалних учесника имала више од једног пасоша, Мексико је створио бирократска кашњења која су спречила родезијске спортисте да присуствују, упркос поновљеним протестима владе Родезије. Тим Родезије је укључивао најмање девет појединачних спортиста, петочлани једриличарски тим и тим за хокеј на трави. Само двојица, такмичари у атлетици Бернард Џома и Матијас Канда, нису били белци, али су обојица сматрани кандидатима за медаљу.
Године 1971. МОК је понудио Родезији прилику да се такмичи на предстојећим Летњим олимпијским играма 1972. ако то учини са британским идентитетом, што је укључивало коришћење заставе Јужне Родезије и „Боже чувај краљицу“ као њихове химне, као што је то било 1964. Држава домаћин Западна Немачка се суочила са мањим притиском од Мексика и, пошто није примљена у Уједињене нације, није била везана Резолуцијом 253. Родезија се сложила и послала 44 спортиста у осам спортова (укључујући ватерполо репрезентацију) у Минхен у свом највећем и најразноврснијом делегацијом. Још једна претња бојкотом од афричких нација је, међутим, навела МОК да повуче позив Родезије са 36 према 31 за, уз три уздржана. Спортистима је било дозвољено да остану у Олимпијском селу и присуствују њиховим догађајима, али им је било забрањено да учествују. После масакра у Минхену, председник МОК-а Ејвери Брендиџ упоредио је нападе са политичком мотивацијом иза бојкота, тврдећи да су и једни и други покушавали да пригуше дух олимпизма.
У нади да ће предухитрити родезијско питање много пре Летњих олимпијских игара 1976. године, будући председник МОК-а лорд Киланин покушао је да докаже родезијску расну дискриминацију у спорту како би то искористио да трајно спречи Национални олимпијски комитет на играма. На основу доказа које је организација успела да открије, МОК је 1975. гласао 41-26 за трајно избацивање Родезије са Игара. Нација се неће вратити на Игре све до 1980. године, након што је влада у којој су доминирали белци пала и када је земља преименована у Зимбабве. Родезија је и даље могла да се такмичи на Параолимпијским играма 1968. и 1972. године, као и 1960. и 1964. године, због „намерних одлука политичара који нису били вољни (из разних разлога) да се позивају на санкције против спортиста са инвалидитетом.“ Иако је била искључена са постоља на Олимпијским играма, Родезија је освојила бројне медаље на Параолимпијским играма..

## Медаље по играма
| Игре           | Злато | Сребро | Бронза | Укупно |
| -------------- | ----- | ------ | ------ | ------ |
| 1928 Амстердам | 0     | 0      | 0      | 0      |
| 1960 Рим       | 0     | 0      | 0      | 0      |
| 1964 Токио     | 0     | 0      | 0      | 0      |
| Укупно (3)     | 0     | 0      | 0      | 0      |